# أولاد زراد
 أولاد زراد (بالإنجليزية: OULAD ZARRAD)‏ هي جماعة قروية تابعة لإقليم قلعة السراغنة ضمن جهة مراكش تانسيفت الحوز بالمغرب. بلغ مجموع عدد سكان  أولاد زراد حسب إحصاءات 2004 حوالي 11228 نسمة يعيشون في 1744أسرة.

## إحصاء عام
| السنة | عدد السكان | عدد الأسر | عدد الأجانب |
| ----- | ---------- | --------- | ----------- |
| 1994  | 9562       | 1313      | °°°°        |
| 2004  | 11228      | 1744      | 0           |

## دواوير الجماعة
-اولاد بوحماد
-اولاد الكرن
-اولاد طلحة
-العبادلة
-الكواسمة
-الزراردة
-اولاد العوني
-الطواهرة _الدزوز
-انزالة ادريد
-اكتاوة
-الدزوز
-اولاد اعمر